# 2025年太平洋颱風季
| 太平洋颱風季             |
| 主題頁 - 專題 - 編輯指南 |

2025年太平洋颱風季泛指於2025年全年內的任何時間，於赤道以北及國際換日線以西的太平洋水域，以及南中國海所產生的熱帶氣旋。雖然沒有指定的形成時間，但大部份於西北太平洋的熱帶氣旋通常皆會於5月至12月期間形成。
本條目的範圍僅局限於赤道以北及國際換日線以西的太平洋及南海水域的颱風。於赤道以北及國際換日線以東的太平洋水域產生的風暴則被稱為颶風，並被列入2025年太平洋颶風季。於西北太平洋產生的熱帶風暴是由日本氣象廳所命名（即國際名稱），國際編號為25xx，而美國聯合颱風警報中心則將於此地區的熱帶低氣壓之編號以W字母作結。凡進入或產生於菲律賓風暴責任範圍以內的熱帶低氣壓，菲律賓大氣地球物理和天文服務管理局均會給予當地名稱，作當地警報用途，因此可能會有兩個不同的英文名稱（官方以國際名稱為準）；风暴的中文名字现时由中国气象局、香港天文台、澳門地球物理氣象局和交通部中央氣象署协商确定，但中央气象署未必采用，因此中國大陸、香港、澳門與臺灣採用的中文譯名可能不同。以下各熱帶氣旋資訊以熱帶氣旋存在期間的巔峰形態為準。更多關於西太平洋的颱風，請參見太平洋颱風季。

## 風季預測

### 香港
香港天文台預料2025年會有7至10個熱帶氣旋進入香港500公里範圍內，屬於正常至偏多，並預料風季可能在6月或之前開始；並在10月之後結束。

### 澳門
澳門氣象局預料2025年會有4至7個熱帶氣旋影響澳門，屬於正常數量，且預測風季會在6月下旬後開始，比平均時間較遲，也不排除有強颱風或以上級別的颱風影響。

### 臺灣
交通部中央氣象署在6月27日公布颱風季展望，今年下半年颱風可能正常，而侵台颱風個數則是正常，大約3~5個。

## 已被國際命名的熱帶氣旋

### 強烈熱帶風暴蝴蝶（Wutip）
6月4日，一個熱帶擾動在帛琉以東海域生成，美國海軍研究實驗室給予其擾動編號92W。
6月9日晚上8時，日本氣象廳將其升格為熱帶低氣壓。
6月10日上午8時，日本氣象廳對其發布烈風警報。同時，台灣中央氣象署將其升格為熱帶低氣壓，給予編號TD01。上午11時，聯合颱風警報中心將其評級提升為「中」。同時，中國中央氣象台和澳門氣象局將其升格為熱帶低氣壓。下午5時半，聯合颱風警報中心將其評級提升為「高」，並對其發布熱帶氣旋形成警報。晚上8時，聯合颱風警報中心將其升格為熱帶低氣壓，給予熱帶氣旋編號01W。同時，香港天文台將其升格為熱帶低氣壓。
6月11日上午8時，日本氣象廳將其升格為熱帶風暴，給予國際編號2501，並命名「蝴蝶」。同時，中國中央氣象台將其升格為熱帶風暴；台灣中央氣象署則將其升格為輕度颱風。上午9時，澳門氣象局將其升格為熱帶風暴。下午2時，香港天文台將其升格為熱帶風暴。
6月12日凌晨2時，聯合颱風警報中心將其升格為熱帶風暴。晚上8时，中國氣象局将其升格為強熱帶風暴。晚上11時，香港天文台和澳門氣象局將其升格為強烈熱帶風暴。
6月13日凌晨2時，日本氣象廳將其升格為強烈熱帶風暴。晚上8時，中國中央氣象台將其升格為颱風。晚上11時，中國中央氣象台表示強烈熱帶風暴蝴蝶已於海南省東方市八所鎮沿海登陸，登陸時中心附近最大風力有11級（30公尺/秒），同時，中國中央氣象台將其降格為強熱帶風暴。
6月14日上午8時，聯合颱風警報中心將其升格為颱風。同時，中國中央氣象台再次將其升格為颱風。上午10時，澳門氣象局將其升格為颱風。下午1時，中國中央氣象台表示強烈熱帶風暴蝴蝶在廣東省湛江市雷州市再次登陸，登陸時中心附近最大風力有11級（30公尺/秒），並再次將其降格為強熱帶風暴。同時，澳門氣象局也將其降格為強烈熱帶風暴。下午2時，聯合颱風警報中心將其降格為熱帶風暴並對其發佈最後警報。下午3時，中國中央氣象台將其降格為熱帶風暴。下午5時，香港天文台和澳門氣象局將其降格為熱帶風暴。晚上8時，日本氣象廳將其降格為熱帶風暴。
6月15日凌晨2時，日本氣象廳將其降格為熱帶低氣壓。同時，台灣中央氣象署將其降格為熱帶低氣壓。清晨5時，中國中央氣象台將其降格為熱帶低氣壓。上午6時，澳門氣象局將其降格為熱帶低氣壓。上午8時，香港天文台將其降格為熱帶低氣壓。晚上8時，日本氣象廳、香港天文台和澳門氣象局同時將其降格為低壓區，中國中央氣象台將其降格為低壓區並停止對其編號；台灣中央氣象署則將其降格為低壓區。之後，日本氣象廳天氣圖表示其已並入鋒面系統。

### 熱帶風暴聖帕（Sepat）
6月21日，一個熱帶擾動在北馬里亞納群島以北海域生成，美國海軍研究實驗室給予其擾動編號95W。上午10時，聯合颱風警報中心將其評級提升為「中」。
6月22日凌晨2時，日本氣象廳將其升格為熱帶低氣壓。上午10時，聯合颱風警報中心將其評級提升為「高」，並對其發布熱帶氣旋形成警報。下午2時，日本氣象廳對其發佈烈風警報。同時，台灣中央氣象署將其升格為熱帶低氣壓，給予編號TD03。晚上8時，聯合颱風警報中心將其升格為熱帶低氣壓，給予熱帶氣旋編號02W。
6月23日凌晨2時，香港天文台將其升格為熱帶低氣壓。上午8時，日本氣象廳將其升格為熱帶風暴，給予國際編號2502，並命名「聖帕」。同時，聯合颱風警報中心及中國中央氣象台將其升格為熱帶風暴，台灣中央氣象署則將其升格為輕度颱風。
6月24日凌晨2時，香港天文台將其升格為熱帶風暴。晚上8時，中國中央氣象台將其降格為熱帶低氣壓並同時停止對其編號。晚上11時，香港天文台將其降格為熱帶低氣壓。
6月25日凌晨2時，日本氣象廳、聯合颱風警報中心和台灣中央氣象署同時將其降格為熱帶低氣壓。上午8時，台灣中央氣象署將其降格為低壓區。上午11時，香港天文台將其降格為低壓區。
6月26日下午2時，日本氣象廳認為聖帕已消散。同時，聯合颱風警報中心對其發佈最後警報，並認為其已開始轉化為溫帶氣旋。

### 強烈熱帶風暴木恩（Mun）
6月30日，一個熱帶擾動在小笠原群島東南方生成，美國海軍研究實驗室給予其擾動編號90W。
7月1日上午11時，日本氣象廳將其升格為熱帶低氣壓。下午5時，聯合颱風警報中心將其評級提升為「中」。晚上8時，日本氣象廳對其發布烈風警報。同時，台灣中央氣象署將其升格為熱帶低氣壓，給予編號TD05。晚上9時半，聯合颱風警報中心將其評級提升為「高」，並對其發布熱帶氣旋形成警報。
7月2日凌晨2時，聯合颱風警報中心將其升格為熱帶低氣壓，給予熱帶氣旋編號04W。同時，香港天文台將其升格為熱帶低氣壓。晚上8時，聯合颱風警報中心將其升格為熱帶風暴。
7月3日凌晨2時，日本氣象廳將其升格為熱帶風暴，給予國際編號2503，並命名「木恩」。同時，香港天文台將其升格為熱帶風暴。上午8時，中國中央氣象台直接將其升格為熱帶風暴。同時，台灣中央氣象署將其升格為輕度颱風。
7月4日下午5時，中國中央氣象台將其升格為強熱帶風暴。
7月6日上午8時，中國中央氣象台將其降格為熱帶風暴。同時，香港天文台表示木恩已轉化為溫帶氣旋。下午2時，日本氣象廳將其升格為強烈熱帶風暴。
7月7日下午2時，日本氣象廳將其降格為熱帶風暴。晚上8時，聯合颱風警報中心將其降格為熱帶低氣壓。晚上11時，中國中央氣象台停止對其編號。
7月8日上午8時，日本氣象廳和台灣中央氣象署同時表示木恩已轉化為溫帶氣旋。同時，聯合颱風警報中心對其發佈最後警報，並認為其已進入副熱帶低氣壓過渡期。

### 颱風丹娜絲（Danas）
PAGASA：Bising
6月28日，一個熱帶擾動在雅浦島東南方海域生成，美國海軍研究實驗室給予其擾動編號98W。
7月4日凌晨2時，日本氣象廳將其升格為熱帶低氣壓。上午8時，日本氣象廳對其發布烈風警報。同時，聯合颱風警報中心將其升格為熱帶低氣壓，給予熱帶氣旋編號05W。中國中央氣象台、香港天文台和澳門氣象局將其升格為熱帶低氣壓。台灣中央氣象署將其升格為熱帶低氣壓，給予編號TD06。晚上8時，聯合颱風警報中心將其升格為熱帶風暴。
7月5日凌晨2時，日本氣象廳將其升格為熱帶風暴，給予國際編號2504，並命名「丹娜絲」。同時，香港天文台將其升格為熱帶風暴；台灣中央氣象署則將其升格為輕度颱風。凌晨3時，中國中央氣象台將其升格為熱帶風暴。上午5時，澳門氣象局將其升格為熱帶風暴。上午11時，香港天文台將其升格為強烈熱帶風暴。下午2時，中國中央氣象台將其升格為強熱帶風暴。下午5時，澳門氣象局將其升格為強烈熱帶風暴。
7月6日凌晨2時，日本氣象廳將其升格為強烈熱帶風暴。同時，聯合颱風警報中心和香港天文台將其升格為颱風。上午5時，中國中央氣象台將其升格為颱風。上午6時，澳門氣象局將其升格為颱風。上午11時，台灣中央氣象署將其升格為中度颱風。下午5時，中國中央氣象台將其升格為強颱風。晚上8時，日本氣象廳將其升格為颱風。晚上11時，香港天文台將其升格為強颱風。晚上11時40分，颱風丹娜絲於嘉義縣布袋鎮登陸。
7月7日凌晨0時，中國中央氣象台將其降格為颱風。凌晨2時，日本氣象廳將其降格為強烈熱帶風暴。同時，香港天文台將其降格為颱風。上午5時，台灣中央氣象署將其降格為輕度颱風。上午6時，颱風丹娜絲在桃園市与新竹縣交界处出海。上午7時，中國中央氣象台將其降格為強熱帶風暴。上午8時，香港天文台和澳門氣象局將其降格為強烈熱帶風暴。同時，日本氣象廳和聯合颱風警報中心將其降格為熱帶風暴。下午2時，中國中央氣象台和澳門氣象局將其降格為熱帶風暴。下午5時，香港天文台將其降格為熱帶風暴。
7月8日晚上10時，中國中央氣象台表示熱帶風暴丹娜絲於晚上9時25分左右在浙江省溫州市洞頭區沿海登陸，登陸時中心附近最大風力有9級（23公尺/秒）；之後於晚上11時45分左右在浙江省溫州市瑞安市沿海再次登陸，登陸時中心附近最大風力8級（20米/秒）。
7月9日凌晨2時，台灣中央氣象署將其降格為熱帶低氣壓。同時，聯合颱風警報中心對其發佈最後警報。上午8時，日本氣象廳將其降格為熱帶低氣壓。上午9時，中國中央氣象台將其降格為熱帶低氣壓。上午11時，香港天文台和澳门氣象台將其降格為熱帶低氣壓。下午2時，台灣中央氣象署將其降格為低壓區。晚上11時，中國中央氣象台將其降格為低壓區並停止對其編號。同時，香港天文台及澳門氣象局將其降格為低壓區。
7月12日凌晨2時，日本氣象廳認為丹娜絲已消散。

#### 事後調整
聯合颱風警報中心將丹娜絲的巔峰風速上調至100節（每小時185公里）。

### 強烈熱帶風暴百合（Nari）
7月10日，一個熱帶擾動在小笠原群島西南方生成，美國海軍研究實驗室給予其擾動編號93W。
7月11日上午8時，日本氣象廳將其升格為熱帶低氣壓。同時，聯合颱風警報中心將其升格為熱帶低氣壓，給予熱帶氣旋編號06W。下午2時，日本氣象廳對其發佈烈風警報。同時，台灣中央氣象署將其升格為熱帶低氣壓，給予編號TD07。晚上8時，香港天文台將其升格為熱帶低氣壓。
7月12日凌晨2時，聯合颱風警報中心將其升格為熱帶風暴。
7月13日凌晨2時，日本氣象廳將其升格為熱帶風暴，給予國際編號2505，並命名「百合」。同時，中國中央氣象台和香港天文台將其升格為熱帶風暴，台灣中央氣象署則將其升格為輕度颱風。
7月14日凌晨2時，日本氣象廳將其升格為強烈熱帶風暴。上午5時，中國中央氣象台將其升格為強熱帶風暴。下午2時，中國中央氣象台將其降格為熱帶風暴。晚上8時，日本氣象廳將其降格為熱帶風暴。
7月15日凌晨1時，熱帶風暴百合在北海道襟裳岬附近登陸，成為9年以來首個登陸北海道的颱風。上午5時，聯合颱風警報中心對其發佈最後警報。上午7時，熱帶風暴百合在北海道紋別市附近出海。上午8時，日本氣象廳、中國中央氣象台和台灣中央氣象署同時表示百合已轉化為溫帶氣旋。

### 強烈熱帶風暴韋帕（Wipha）
PAGASA：Crising
7月15日，一個熱帶擾動在菲律賓以東生成，美國海軍研究實驗室給予其擾動編號96W。
7月16日上午8時，日本氣象廳將其升格為熱帶低氣壓，並對其發佈烈風警報。同時，台灣中央氣象署將其升格為熱帶低氣壓，給予編號TD09。下午2時，聯合颱風警報中心將其評級提升為「中」並判定其為季風低壓。同時，中國中央氣象台將其升格為熱帶低氣壓。下午5時，澳門氣象局將其升格為熱帶低氣壓。晚上8時，香港天文台將其升格為熱帶低氣壓。
7月18日凌晨2時，日本氣象廳將其升格為熱帶風暴，給予國際編號2506，並命名「韋帕」。同時，香港天文台和澳門氣象局將其升格為熱帶風暴；台灣中央氣象署則將其升格為輕度颱風。清晨5時，中國中央氣象台將其升格為熱帶風暴。晚上8時，聯合颱風警報中心將其升格為熱帶風暴，給予熱帶氣旋編號09W。
7月19日清晨5時，中國中央氣象台將其升格為強熱帶風暴。同時，香港天文台將其升格為強烈熱帶風暴。上午8時，澳門氣象局將其升格為強烈熱帶風暴。下午2時，日本氣象廳將其升格為強烈熱帶風暴。晚上11時，香港天文台和中國中央氣象台將其升格為颱風。
7月20日凌晨0時，澳門氣象局將其升格為颱風。上午8時，聯合颱風警報中心將其升格為颱風。下午2時，台灣中央氣象署將其升格為中度颱風。傍晚6時，中國中央氣象台將其降格為強熱帶風暴。同時表示強烈熱帶風暴韋帕于下午5時50分左右在廣東省台山市沿海登陸，登陸時附近最大風力有12級（33米/秒）。晚上8時，香港天文台將其降格為強烈熱帶風暴。同時，聯合颱風警報中心將其降格為熱帶風暴；台灣中央氣象署則將其降格為輕度颱風，中國中央氣象台表示強烈熱帶風暴韋帕于晚上8時15分左右在廣東省陽江市江城區海陵島沿海再次登陸，登陸時附近最大風力有10級（25米/秒）。晚上9時，澳門氣象局將其降格為強烈熱帶風暴。同時，中國中央氣象台將其降格為熱帶風暴。
7月21日凌晨2時，澳門氣象局將其降格為熱帶風暴。上午8時，日本氣象廳將其降格為熱帶風暴。晚上8時，日本氣象廳及澳門氣象局再次將其升格為強烈熱帶風暴。同時，中國中央氣象台再次將其升格為強熱帶風暴。
7月22日上午9時30分，強烈熱帶風暴韋帕在越南太平省錢海縣登陸。上午11時，日本氣象廳、中國中央氣象台和澳門氣象局再次將其降格為熱帶風暴。同時，香港天文台將其降格為熱帶風暴。下午2時，聯合颱風警報中心對其發佈最後警報。下午5時，中國中央氣象台將其降格為熱帶低氣壓。晚上8時，中國中央氣象台將其降格為低壓區並停止對其編號。
7月23日凌晨2時，日本氣象廳、台灣中央氣象署、香港天文台和澳門氣象局同時將其降格為熱帶低氣壓。上午8時，台灣中央氣象署、香港天文台及澳門氣象局將其降格為低壓區。下午2時，日本氣象廳認為韋帕已消散。之後，其殘留雲系往北印度洋繼續發展。

### 熱帶風暴范斯高（Francisco）
PAGASA：Dante
7月20日，一個熱帶擾動在帛琉北方海域生成，美國海軍研究實驗室給予其擾動編號97W。
7月21日下午2時，聯合颱風警報中心將其評級提升為“中”。
7月22日上午8時，聯合颱風警報中心將其評級提升為“高”，並對其發佈熱帶氣旋形成警報。上午11時，日本氣象廳將其升格為熱帶低氣壓。下午2時，聯合颱風警報中心將其升格為熱帶低氣壓，給予熱帶氣旋編號10W。同時，台灣中央氣象署將其升格為熱帶低氣壓，給予編號TD10，日本氣象廳則對其發佈烈風警報。下午5時，中國中央氣象台和澳門氣象局將其升格為熱帶低氣壓。晚上8時，香港天文台將其升格為熱帶低氣壓。
7月23日上午8時，聯合颱風警報中心將其升格為熱帶風暴。日本氣象廳將其升格為熱帶風暴，給予國際編號2507，並命名「范斯高」。同時，中國中央氣象台、香港天文台和澳門氣象局將其升格為熱帶風暴；台灣中央氣象署則將其升格為輕度颱風。
7月25日上午8時，台灣中央氣象署將其降格為熱帶低氣壓。上午11時，香港天文台將其降格為熱帶低氣壓。下午2時，聯合颱風警報中心、日本氣象廳和中國中央氣象台將其降格為熱帶低氣壓。晚上8時，聯合颱風警報中心對其發佈最後警報。同時，澳門氣象局將其降格為熱帶低氣壓；台灣中央氣象署則將其降格為低壓區。
7月26日凌晨2時，香港天文台和澳門氣象局將其降格為低壓區。清晨5時，中國中央氣象台將其降格為低壓區並停止對其編號。
7月28日凌晨2時，日本氣象廳認為范斯高已消散。

### 颱風竹節草（Co-may）
PAGASA：Emong
7月22日，一個熱帶擾動在臺灣東南方海域生成，美國海軍研究實驗室給予其擾動編號99W。
7月23日凌晨2時，聯合颱風警報中心將其評級提升為「中」。不久後提升為「高」，並對其發布熱帶氣旋形成警報。上午8時，聯合颱風警報中心將其升格為熱帶低氣壓，給予熱帶氣旋編號11W。同時，日本氣象廳將其升格為熱帶低氣壓。上午11時，香港天文台將其升格為熱帶低氣壓。下午2時，日本氣象廳對其發佈烈風警報。同時，聯合颱風警報中心將其升格為熱帶風暴；中國中央氣象台和澳門氣象局將其升格為熱帶低氣壓；台灣中央氣象署將其升格為熱帶低氣壓，給予編號TD11。晚上8時，香港天文台、中國中央氣象台和澳門氣象局將其升格為熱帶風暴。同時，日本氣象廳將其升格為熱帶風暴，給予國際編號2508，並命名「竹節草」；台灣中央氣象署則將其升格為輕度颱風。
7月24日上午8時，中國中央氣象台將其升格為強熱帶風暴。同時，聯合颱風警報中心將其升格為颱風；日本氣象廳、香港天文台及澳門氣象局將其升格為強烈熱帶風暴。晚上10時40分，強烈熱帶風暴竹節草在菲律賓邦阿西楠省阿格諾附近登陸。
7月25日凌晨2時，日本氣象廳將其升格為颱風。同時，聯合颱風警報中心將其降格為熱帶風暴。上午8時，日本氣象廳將其降格為強烈熱帶風暴。下午2時，中國中央氣象局和澳門氣象局將其降格為熱帶風暴。下午5時，香港天文台將其降格為熱帶風暴。晚上8時，日本氣象廳將其降格為熱帶風暴。
7月26日凌晨2時，聯合颱風警報中心和香港天文台將其降格為熱帶低氣壓。上午8時，日本氣象廳和澳門氣象局將其降格為熱帶低氣壓。同時，台灣中央氣象署將其降格為低壓區。上午11時，中國中央氣象台對其停止編號。下午2時，澳門氣象局將其降格為低壓區。晚上8時，香港天文台將其降格為低壓區。
7月27日上午8時，台灣中央氣象署再次將其升格為熱帶低氣壓。晚上8時，日本氣象廳、聯合颱風警報中心和澳門氣象局再次將其升格為熱帶風暴。同時，台灣中央氣象署再次將其升格為輕度颱風；香港天文台則再次將其升格為熱帶低氣壓。晚上11時，中國中央氣象台再次將其升格為熱帶風暴。
7月28日凌晨2時，香港天文台再次將其升格為熱帶風暴。晚上8時，聯合颱風警報中心再次將其降格為熱帶低氣壓。
7月29日凌晨2時，聯合颱風警報中心再次將其升格為熱帶風暴。
7月30日凌晨4時30分，熱帶風暴竹節草在浙江省舟山市朱家尖島沿海登陸，登陸時中心風力最大有9級（23米/秒）。上午9時，中國中央氣象台再度將其升格為強熱帶風暴。熱帶風暴竹節草在上海市奉賢區沿海再次登陸，登陸時中心風力最大有9級（23米/秒）。同時，中國中央氣象台再次將其降格為熱帶風暴。晚上8時，聯合颱風警報中心對其發佈最後警報。
7月31日上午8時，日本氣象廳和台灣中央氣象署再次將其降格為熱帶低氣壓。下午2時，台灣中央氣象署再次將其降格為低壓區。下午5時，香港天文台再次將其降格為熱帶低氣壓。晚上8時，中國中央氣象台和澳門氣象局再次將其降格為熱帶低氣壓。
8月1日下午5時，香港天文台再次將其降格為低壓區。晚上11時，中國中央氣象台將其降格為低壓區並對其停止編號。
8月2日凌晨2時，澳門氣象局將其降格為低壓區。
8月3日晚上8時，日本氣象廳認為竹節草已消散。之後，日本氣象廳天氣圖显示其已並入鋒面系統。

### 颱風羅莎（Krosa）
7月21日，一個熱帶擾動在關島東南方海域生成，美國海軍研究實驗室給予其擾動編號98W。下午2時，聯合颱風警報中心將其評級提升為「中」。
7月23日傍晚5時半，聯合颱風警報中心將其評級提升為「高」，並對其發布熱帶氣旋形成警報。
7月24日凌晨2時，聯合颱風警報中心將其升格為熱帶低氣壓，給予熱帶氣旋編號12W。上午8時，日本氣象廳將其升格為熱帶低氣壓，並對其發佈烈風警報。同時，台灣中央氣象署將其升格為熱帶低氣壓，給予編號TD12。上午11時，日本氣象廳將其升格為熱帶風暴，給予國際編號2509，並命名「羅莎」。同時，中國中央氣象台將其升格為熱帶風暴。下午2時，台灣中央氣象署將其升格為輕度颱風。同時，香港天文台將其升格為熱帶低氣壓。
7月25日凌晨2時，聯合颱風警報中心將其升格為熱帶風暴。上午8時，香港天文台將其升格為熱帶風暴。
7月26日上午8時，日本氣象廳將其升格為強烈熱帶風暴。上午11時，中國中央氣象台將其升格為強熱帶風暴。下午2時，香港天文台將其升格為強烈熱帶風暴。
7月27日凌晨2時，日本氣象廳將其升格為颱風。清晨5時，中國中央氣象台將其升格為颱風。上午8時，台灣中央氣象署將其升格為中度颱風。同時，香港天文台將其升格為颱風。晚上8時，聯合颱風警報中心將其升格為颱風。
7月28日晚上8時，聯合颱風警報中心將其降格為熱帶風暴。
7月29日凌晨2時，日本氣象廳將其降格為強烈熱帶風暴。清晨5時，中國中央氣象台將其降格為強熱帶風暴。上午8時，香港天文台將其降格為強烈熱帶風暴。晚上8時，台灣中央氣象署將其降格為輕度颱風。
7月30日凌晨2時，日本氣象廳將其降格為熱帶風暴。上午8時，中國中央氣象台和香港天文台將其降格為熱帶風暴。晚上8時，日本氣象廳和香港天文台再次將其升格為強烈熱帶風暴。
8月1日清晨5時，中國中央氣象台再次將其升格為強熱帶風暴。
8月3日上午8時，日本氣象廳再次將其降格為熱帶風暴。下午5時，中國中央氣象台再次將其降格為熱帶風暴。晚上8時，香港天文台再次將其降格為熱帶風暴，並認為其將在24小時之內轉化為溫帶氣旋。晚上11時，中國中央氣象台認為其已轉化為溫帶氣旋，同時對其停止發佈編號。
8月4日凌晨2時，聯合颱風警報中心對其發佈最後警報，並表示其已轉化為溫帶氣旋。下午2時，日本氣象廳和台灣中央氣象署同時表示羅莎已轉化為溫帶氣旋。

### 熱帶風暴白鹿（Bailu）
7月31日，一個熱帶擾動在沖繩群島東南方生成，美國海軍研究實驗室給予其擾動編號93W。上午8時，日本氣象廳將其升格為熱帶低氣壓。
8月1日上午8時，日本氣象廳對其發佈烈風警報。同時，台灣中央氣象署將其升格為熱帶低氣壓，給予編號TD13。晚上8時半，聯合颱風警報中心將其評級提升為「中」。
8月2日上午7時，聯合颱風警報中心將其評級提升為「高」，並對其發佈熱帶氣旋形成警報。上午8時，聯合颱風警報中心將其升格為熱帶低氣壓，給予熱帶氣旋編號13W。
8月3日凌晨2時，聯合颱風警報中心將其升格為熱帶風暴。上午8時，日本氣象廳將其升格為熱帶風暴，給予國際編號2510，並命名「白鹿」。同時，台灣中央氣象署將其升格為輕度颱風；香港天文台則將其升格為熱帶低氣壓。
8月4日下午2時，聯合颱風警報中心將其降格為熱帶低氣壓。晚上8時，香港天文台將其升格為熱帶風暴。
8月5日晚上8時，香港天文台將其降格為熱帶低氣壓，並認為其將在24小時之內轉化為溫帶氣旋。晚上11時，中國中央氣象台將其降格為熱帶低氣壓，並同時對其停止編號。
8月6日上午8時，日本氣象廳和台灣中央氣象署表示白鹿已轉化為溫帶氣旋。同時，聯合颱風警報中心對其發佈最後警報，並表示其已開始轉化為溫帶氣旋。

### 熱帶低氣壓艾歐娜（Iona）
在中太平洋減弱的颶風艾歐娜在8月2日的時候越過國際日期變更線進入西北太平洋，改由西太平洋的區域專責氣象中心日本氣象廳繼續監測此系統。此時，日本氣象廳及聯合颱風警報中心皆評定其為熱帶低氣壓。受到乾空氣與較強的垂直風切影響，艾歐娜繼續減弱且再也沒有任何重新增強的機會，聯合颱風警報中心也因此在艾歐娜跨洋後不久便發出最終警告，而日本氣象廳繼續追蹤該系統的殘留低氣壓，直至8月4日晚上8時才認定其已消散。 

### 颱風楊柳（Podul）
PAGASA：Gorio
8月6日，一個熱帶擾動在北馬里亞納群島東北海域生成，美國海軍研究實驗室給予其擾動編號98W。晚間8時，日本氣象廳將其升格為熱帶低氣壓。
8月7日凌晨2時，聯合颱風警報中心將其評級提升為「中」。上午6時半，聯合颱風警報中心將其評級提升為「高」，並對其發佈熱帶氣旋形成警報。上午8時，聯合颱風警報中心將其升格為熱帶低氣壓，給予熱帶氣旋編號16W。下午2時，台灣中央氣象署將其升格為熱帶低氣壓，給予編號TD14。同時，香港天文台將其升格為熱帶低氣壓。下午8時，聯合颱風警報中心將其升格為熱帶風暴。同時，日本氣象廳對其發佈烈風警報。
8月8日凌晨2時，日本氣象廳將其升格為熱帶風暴，給予國際編號2511，並命名「楊柳」。同時，香港天文台將其升格為熱帶風暴；台灣中央氣象署則將其升格為輕度颱風。清晨5時，中國中央氣象台將其升格為熱帶風暴。
8月9日凌晨2時，香港天文台將其升格為強烈熱帶風暴。晚上8時，日本氣象廳將其升格為強烈熱帶風暴。同時，中國中央氣象台將其升格為強熱帶風暴。
8月10日凌晨2時，澳門氣象局將其升格為強烈熱帶風暴。上午8時，日本氣象廳將其升格為颱風。
8月11日上午8時，日本氣象廳將其降格為強烈熱帶風暴。晚上8時，台灣中央氣象署將其升格為中度颱風。
8月12日凌晨2時，聯合颱風警報中心將其升格為颱風。下午2時，中國中央氣象台、香港天文台和澳門氣象局將其升格為颱風。同時，日本氣象廳再次將其升格為颱風。
8月13日清晨5時，中國中央氣象台和香港天文台將其升格為強颱風。上午8時，澳門氣象局將其升格為強颱風。下午1時，台灣中央氣象署表示楊柳在臺東縣太麻里鄉附近登陸。下午2時，中國中央氣象台和香港天文台將其降格為颱風。下午4時，台灣中央氣象署表示楊柳在臺南市七股區附近出海。下午5時，澳門氣象局將其降格為颱風。晚上8時，日本氣象廳將其降格為強烈熱帶風暴。晚上11時，台灣中央氣象署將其降格為輕度颱風。
8月14日凌晨12時半，中國中央氣象台表示楊柳於福建省漳州市漳浦縣沿海登陸，登陸時由颱風級減弱為強烈熱帶風暴級，中心附近最大風力有11級（30公尺/秒）。凌晨1時，香港天文台將其降格為強烈熱帶風暴。凌晨2時，澳門氣象局將其降格為強烈熱帶風暴；中國中央氣象台和香港天文台則將其降格為熱帶風暴。同時，聯合颱風警報中心將其降格為熱帶風暴，並對其發布最後警報。清晨5時，日本氣象廳和澳門氣象局將其降格為熱帶風暴。下午2時，日本氣象廳、聯合颱風警報中心、中國中央氣象台、台灣中央氣象署和香港天文台同時將其降格為熱帶低氣壓。下午5時，澳門氣象局將其降格為熱帶低氣壓。晚上8時，台灣中央氣象署將其降格為低壓區。
8月15日凌晨2時，中國中央氣象台將其降格為低壓區并停止對其發佈編號。同時，香港天文台和澳洲氣象局將其降格為低壓區。晚上8時，日本氣象廳認為楊柳已消散。

## 未被國際命名的熱帶氣旋

### 熱帶低氣壓
一個熱帶擾動於2月9日在汶萊北方海域生成，美國海軍研究實驗室給予其擾動編號93W。日本氣象廳在2月11日下午2時將其升格為熱帶低氣壓，此時系統位於卡拉延市西南方305公里之海面上。聯合颱風警報中心隨後在12日開始監測此系統，這時候位置已來到南沙群島西西北方約494公里的海面上，雖然此處海溫良好，但風切顯著，處於不利於發展的環境中。
聯合颱風警報中心在13日認為此系統已消散並停止監測，但日本氣象廳仍持續監測此系統，直至此系統在2月15日第一次瀕臨消散之時而短暫在天氣圖上短暫移除此系統。雖然此系統在16日再度增強為熱帶性低氣壓，但仍在17日上午8時減弱為低壓區，而此時日本氣象廳認為其已消散。
此系統減弱的低壓區穿過越南並帶來持續的降雨，導致該國東南部幾個地區打破了非當季常規的二月份降雨記錄，其中在胡志明市測得過去二十年來最大的降雨量，更在同奈省隆城鎮測得175毫米的降雨量。胡志明市茹𦨭區更經歷了41年來最高的降雨量.。
河仙市社蓬德島在2月16日清晨的降雨量達到了128.2毫米，為越南西南部地區有記錄以來的最高值。由於短延時強降雨的影響，普林塞薩港及巴拉望省面臨了嚴重的洪災。
PAGASA：Auring
6月10日，一個熱帶擾動在菲律賓呂宋島以東生成，美國海軍研究實驗室給予其擾動編號94W。
6月11日下午2時，日本氣象廳將其升格為熱帶低氣壓。晚上8時，台灣中央氣象署將其升格為熱帶低氣壓，給予編號TD02，並發布熱帶性低氣壓特報。
6月12日晚上9時，其中心在臺東縣長濱鄉登陸。
6月13日凌晨2時，台灣中央氣象署將其降格為低壓區。晚上8時，日本氣象廳認為其已消散。

### 熱帶低氣壓03W
6月23日，一個熱帶擾動在菲律賓呂宋島以西外海生成，美國海軍研究實驗室給予其擾動編號96W。
6月24日凌晨2時，聯合颱風警報中心將其評級提升為「中」。上午8時，日本氣象廳將其升格為熱帶低氣壓。
6月25日上午10時，聯合颱風警報中心將其評級提升為「高」，並對其發布熱帶氣旋形成警報。上午11時，香港天文台將其升格為熱帶低氣壓。下午2時，聯合颱風警報中心將其升格為熱帶低氣壓，給予熱帶氣旋編號03W，同時，中國中央氣象台和澳門氣象局將其升格為熱帶低氣壓；台灣中央氣象署亦將其升格為熱帶低氣壓，給予編號TD04。
6月26日上午5時，中國中央氣象台表示03W於上午5時20分在海南省文昌市翁田鎮沿海登陸，登陸時中心附近最大風力有6級（13公尺/秒）。上午10時，中國中央氣象台表示03W在廣東省湛江市徐聞縣沿海再次登陸，登陸時中心附近最大風力有7級（15公尺/秒）。下午2時，聯合颱風警報中心對其發佈最後警報。同時，台灣中央氣象署將其降格為低壓區。晚上11時，中國中央氣象台將其降格為低壓區並同時停止對其編號。
6月27日凌晨2時，香港天文台和澳門氣象局將其降格為低壓區。晚上8時，日本氣象廳認為其已消散。

### 熱帶低氣壓07W
7月9日，一個熱帶擾動在台灣以東外海生成，美國海軍研究實驗室給予其擾動編號92W。
7月11日晚上8時，日本氣象廳將其升格為熱帶低氣壓。
7月12日上午11時半，聯合颱風警報中心判定其為副熱帶低氣壓，並將其評級提升為「中」。下午3時半，聯合颱風警報中心將其評級提升為「高」，並對其發布熱帶氣旋形成警報。下午5時，中國中央氣象台將其升格為熱帶低氣壓。
7月13日凌晨2時，聯合颱風警報中心將其升格為熱帶低氣壓，給予熱帶氣旋編號07W。
7月14日清晨5時，中國中央氣象台將其降格為低壓區並停止對其編號。上午8時，聯合颱風警報中心對其發佈最後警報。上午11時，日本氣象廳認為其已消散。

### 熱帶風暴08W
7月14日，一個熱帶擾動在硫磺島西南海域生成，美國海軍研究實驗室給予其擾動編號95W。聯合颱風警報中心在當天晚間8時半將其評級提升為「中」。隨著此系統移動到小笠原群島，其發展趨勢轉為「高」，聯合颱風警報中心在15日凌晨3時半對其發布熱帶氣旋形成警報，並在不久後直接對其評級為熱帶風暴，給予熱帶氣旋編號08W。然而，日本氣象廳並未承認此系統，僅對此系統周邊海域發布區域性烈風警報。
就在08W開始被追蹤之際，08W採取與強烈熱帶風暴百合相同的移動路徑，以每小時61公里的速度開始加速向北移動。08W在抵達北海道後轉變為殘留低氣壓直到16日凌晨2時，聯合颱風警報中心才對其發佈最後警報。
此風暴在愛知縣、三重縣、靜岡縣、岐阜縣和神奈川縣引發暴雨導致兩人受傷，並有32棟房屋受損或被洪水淹沒 。

#### 事後調整
聯合颱風警報中心將其巔峰風速上調至45節（每小時85公里），並將氣壓下調至1001百帕。

### 副熱帶低氣壓
7月29日，一個熱帶擾動在日本東方海域生成，美國海軍研究實驗室給予其擾動編號92W。
7月30日上午8時，聯合颱風警報中心判定其為副熱帶低氣壓。
7月31日凌晨2時，聯合颱風警報中心認為其已消散。
聯合颱風警報中心由始至終未給予該系統熱帶氣旋編號，僅將其判定為副熱帶低氣壓，而日本氣象廳則判定其為低壓區。

### 熱帶低氣壓
8月1日，一個熱帶擾動在北部灣上空生成。上午8時，日本氣象廳將其升格為熱帶低氣壓。晚上8時，日本氣象廳在天氣圖上短暫移除該系統。
8月2日凌晨2時，日本氣象廳再次將其升格為熱帶低氣壓。下午2時，日本氣象廳在天氣圖上再次移除該系統。

### 熱帶低氣壓14W
8月2日，一個熱帶擾動在威克島以北海域生成，美國海軍研究實驗室給予其擾動編號95W。晚上8時，日本氣象廳將其升格為熱帶低氣壓。
8月3日上午9時，聯合颱風警報中心將其評級提升為「中」。下午4時，聯合颱風警報中心將其評級提升為「高」，並對其發布熱帶氣旋形成警報。
8月4日上午8時，聯合台風警報中心將其升格為熱帶低氣壓，給予熱帶氣旋編號14W。晚上8時，聯合颱風警報中心對其發佈最後警報。
8月5日凌晨2時，日本氣象廳認為其已消散。

### 熱帶低氣壓15W
8月5日，14W以南的殘餘低壓在威克島以西北海域重組成熱帶擾動。美國海軍研究實驗室給予其擾動編號97W。凌晨2時，日本氣象廳將其升格為熱帶低氣壓。晚上11時，聯合颱風警報中心直接將其評級提升為「高」，並對其發佈熱帶氣旋形成警報。
8月6日上午8時，聯合台風警報中心將其升格為熱帶低氣壓，給予熱帶氣旋編號15W。
8月7日上午8時，日本氣象廳認為其已消散。同時，聯合颱風警報中心對其發佈最後警報。

### 副熱帶低氣壓
8月11日，一個熱帶擾動在國際日期變更線附近海域生成，美國海軍研究實驗室給予其擾動編號99W。
8月13日晚上8時，聯合颱風警報中心判定其為副熱帶低氣壓。
8月15日凌晨2時，聯合颱風警報中心認為其已消散。
聯合颱風警報中心由始至終未給予該系統熱帶氣旋編號，僅將其判定為副熱帶低氣壓，而日本氣象廳未對其進行升格。

### 熱帶低氣壓
PAGASA：Fabian
8月3日，一個熱帶擾動在關島以西形成，美國海軍研究實驗室給予其擾動編號96W。
8月8日凌晨2時，日本氣象廳將其升格為熱帶低氣壓。
8月9日下午2時，日本氣象廳認為其已消散。

### 熱帶低氣壓17W
一個熱帶擾動於8月16日在南中國海中部海域生成，美國海軍研究實驗室給予其擾動編號91W。聯合颱風警報中心在當日下午2時認定此系統為季風低壓。中國中央氣象台隨後於下午5時將其升格為熱帶低氣壓。香港天文台和澳門氣象局分別在晚上8時將其升格為熱帶低氣壓；其中，澳門氣象局在晚上9時發出一號風球，而香港天文台則在晚上10時20分發出一號戒備信號。
日本氣象廳則在8月17日上午8時將其升格為熱帶低氣壓。隨著此系統路徑持續向北移動，澳門氣象局在當日中午12時改發三號風球。此系統在17日稍晚逐漸向北部灣移動，香港天文台在當日晚間8時20分取消所有熱帶氣旋警告信號，澳門氣象局則在晚上11時取消。
直至此系統越過海南島進入北部灣後，聯合颱風警報中心在8月18日上午8時將其評級提升為「高」，並對其發布熱帶氣旋形成警報，隨後於下午2時將其升格為熱帶低氣壓，給予熱帶氣旋編號17W。此系統進入北部灣後仍採取向北的路徑中國大陸內陸移動，聯合颱風警報中心於19日凌晨2時對其發佈最後警報，中國中央氣象台亦在12小時後停止對其發報，日本氣象廳則於當日晚間認定其已消散。

### 熱帶低氣壓18W
PAGASA：Huaning
8月16日，一個熱帶擾動在菲律賓呂宋島以東北海域生成，美國海軍研究實驗室給予其擾動編號92W。
8月17日下午2時，日本氣象廳直接將其升格為熱帶低氣壓。同時，聯合颱風警報中心將其評級提升為「中」。晚上10時半，聯合颱風警報中心將其評級提升為「高」，並對其發佈熱帶氣旋形成警報。
8月18日上午8時，日本氣象廳對其發佈烈風警報。同時，台灣中央氣象署將其升格為熱帶低氣壓，給予編號TD15。上午11時，中國中央氣象台、香港天文台和澳門氣象局將其升格為熱帶低氣壓。
8月19日上午8時，日本氣象廳表示其成為熱帶風暴的機率下降，因此日本氣象廳取消對其發佈烈風警報。下午2時，聯合颱風警報中心將其升格為熱帶性低氣壓，給予熱帶氣旋編號18W。
8月20日下午2時，聯合颱風警報中心對此系統依照德沃夏克分析法分析其T級評為2.5，並一度分析為熱帶風暴的強度。
8月21日凌晨2時，日本氣象廳再次對其發佈烈風警報。

## 熱帶氣旋名單

### 國際名稱
熱帶氣旋一旦在西北太平洋達到熱帶風暴強度，就會由颱風委員會命名。用來命名的這些名稱是由14個成員國或地區各提供10個，然後以各國英語名稱的首字母排序。藍色體字表示今年已經使用過，粗體名稱則表示該風暴活躍中，未使用之名字則以灰色字體表示，橙色表示下一個將會使用的名稱。2025年的風暴名稱可能會與2001年、2002年、2007年、2008年、2013年、2014年、2019年的部分風暴名稱相同。
| 提供國家／地區 | 名稱   | 名稱        | 名稱   | 名稱   | 名稱   |
| -------------- | ------ | ----------- | ------ | ------ | ------ |
| 柬埔寨         | 達維   | 未定        | 娜基莉 | 科羅旺 | 翠絲   |
| 中國大陸       | 天馬   | 銀杏        | 風神   | 杜鵑   | 木蘭   |
| 朝鮮           | 鴻雁   | 未定        | 海鷗   | 舒力基 | 米雷   |
| 香港           | 鴛鴦   | 未定        | 鳳凰   | 彩雲   | 青馬   |
| 日本           | 小犬   | 未定        | 天琴   | 小熊   | 蝎虎   |
| 老撾           | 布拉萬 | 帕布        | 洛鞍   | 薔琵   | 坡鹿   |
| 澳門           | 三巴   | 蝴蝶 2501   | 西望洋 | 煙花   | 梅花   |
| 馬來西亞       | 杰拉華 | 聖帕 2502   | 鸚鵡   | 查帕卡 | 苗柏   |
| 密克羅尼西亞   | 未定   | 木恩 2503   | 森拉克 | 尼伯特 | 南瑪都 |
| 菲律賓         | 馬力斯 | 丹娜絲 2504 | 黑格比 | 盧碧   | 塔拉斯 |
| 南韓           | 格美   | 百合 2505   | 薔薇   | 銀河   | 核桃   |
| 泰國           | 派比安 | 韋帕 2506   | 米克拉 | 妮妲   | 玫瑰   |
| 美國           | 瑪莉亞 | 范斯高 2507 | 海高斯 | 奧麥斯 | 洛克   |
| 越南           | 山神   | 竹節草 2508 | 巴威   | 浮蓮   | 桑卡   |
| 柬埔寨         | 安比   | 羅莎 2509   | 美莎克 | 燦都   | 納沙   |
| 中國大陸       | 悟空   | 白鹿 2510   | 海神   | 電母   | 海棠   |
| 朝鮮           | 雲雀   | 楊柳 2511   | 紅霞   | 蒲公英 | 蜻蜓   |
| 香港           | 珊珊   | 玲玲        | 白海豚 | 狮子山 | 榕樹   |
| 日本           | 未定   | 劍魚        | 鯨魚   | 道璣   | 山貓   |
| 老撾           | 麗琵   | 藍湖        | 燦鴻   | 南川   | 帕卡   |
| 澳門           | 貝碧嘉 | 琵琶        | 琵鷺   | 瑪瑙   | 珊瑚   |
| 馬來西亞       | 普拉桑 | 塔巴        | 浪卡   | 妮亞圖 | 瑪娃   |
| 密克羅尼西亞   | 蘇力   | 米娜        | 沙德爾 | 沙布爾 | 古超   |
| 菲律賓         | 西馬侖 | 樺加沙      | 紫檀   | 阿穆丘 | 泰利   |
| 南韓           | 未定   | 浣熊        | 簡拉維 | 古莎莉 | 布里   |
| 泰國           | 未定   | 博羅依      | 艾莎尼 | 暹芭   | 卡努   |
| 美國           | 百里嘉 | 麥德姆      | 艾濤   | 艾利   | 蘭恩   |
| 越南           | 未定   | 夏浪        | 班朗   | 桑達   | 海星   |

### 菲律賓名稱
菲律賓大氣地球物理和天文服務管理局對責任區域內的熱帶氣旋使用獨立的命名方法，所有在其責任海域形成，或是進入其責任海域，或是有可能進入其責任海域的熱帶低氣壓都會獲得名稱，命名名稱每4年完成一次輪換，只有退役的名稱會予以替換，並且還準備有輔助名單，以便在名稱全部用完時替補。以下列出2025年的風暴名單，未經啟用的名稱以灰色表示，括弧內則是風暴的國際名稱：
| Auring           | Bising（丹娜絲） | Crising（韋帕）  | Dante（范斯高） | Emong（竹節草） |
| Fabian           | Gorio（楊柳）    | Huaning          | Isang           | Jacinto（未用） |
| Kiko（未用）     | Lannie（未用）   | Mirasol（未用）  | Nando（未用）   | Opong（未用）   |
| Paolo（未用）    | Quedan（未用）   | Ramil（未用）    | Salome（未用）  | Tino（未用）    |
| Uwan（未用）     | Verbena（未用）  | Wilma（未用）    | Yasmin（未用）  | Zoraida（未用） |
| 替補名單         |                  |                  |                 |                 |
| Alamid（未用）   | Bruno（未用）    | Conching（未用） | Dolor（未用）   | Ernie（未用）   |
| Florante（未用） | Gerardo（未用）  | Hernan（未用）   | Isko（未用）    | Jerome（未用）  |

## 季節影響
此列表列出了所有在2025年西太平洋曾經活躍的熱帶氣旋。包括該熱帶氣旋的強度，持續時間，名稱，及造成的傷亡和破壞。所有破壞都以美元作為單位。括號中的是指間接導致的死亡或國家的地區（如交通意外，或滑坡等等）。
| 風暴名稱     | 持續日期                         | 最高強度     | 持續風速      | 氣壓         | 影響地區                                                                     | 損失 （美元） | 死亡人數 | 來源   |
| ------------ | -------------------------------- | ------------ | ------------- | ------------ | ---------------------------------------------------------------------------- | ------------- | -------- | ------ |
| 無名         | 2月11日－2月17日                 | 熱帶低氣壓   | 風力不詳      | 1006百帕斯卡 | 越南、馬來西亞、新加坡、巴拉望省                                             | 無            | 0        |        |
| 蝴蝶         | 6月9日－6月15日                  | 強烈熱帶風暴 | 每小時110公里 | 980百帕斯卡  | 菲律賓、華南地區、華東地區、越南、香港、澳門                                 | >$2.53億      | 17       | [ 43 ] |
| 無名         | 6月11日－6月13日                 | 熱帶低氣壓   | 每小時55公里  | 1002百帕斯卡 | 菲律賓、臺灣、華中地區、華東地區                                             | 很少          | 1        |        |
| 聖帕         | 6月22日－6月26日                 | 熱帶風暴     | 每小時65公里  | 1004百帕斯卡 | 小笠原群島、伊豆群島、日本東部                                               | 無            | 0        |        |
| 03W          | 6月24日－6月27日                 | 熱帶低氣壓   | 每小時55公里  | 1002百帕斯卡 | 菲律賓、華南地區、香港、澳門、越南                                           | 未知          | 6        | [ 44 ] |
| 木恩         | 7月1日－7月8日                   | 強烈熱帶風暴 | 每小時95公里  | 990百帕斯卡  | 無                                                                           | 無            | 0        |        |
| 丹娜絲       | 7月4日－7月12日                  | 颱風         | 每小時120公里 | 970百帕斯卡  | 菲律賓、臺灣、琉球群島、華南地區、華東地區、香港、澳門                       | >$1.13億      | 10       |        |
| 百合         | 7月11日－7月15日                 | 強烈熱帶風暴 | 每小時95公里  | 985百帕斯卡  | 小笠原群島、伊豆群島、日本東部、日本北部、千島群島、阿拉斯加州               | $100萬        | 0        |        |
| 07W          | 7月11日－7月14日                 | 熱帶低氣壓   | 每小時55公里  | 992百帕斯卡  | 臺灣、浙江省、日本西部、朝鮮半島                                             | 很少          | 21       |        |
| 08W          | 7月15日－7月16日                 | 熱帶風暴     | 每小時85公里  | 1001百帕斯卡 | 伊豆群島、日本東部、日本東北部、日本北部、千島群島                           | 很少          | 0        |        |
| 韋帕         | 7月16日－7月23日                 | 強烈熱帶風暴 | 每小時110公里 | 970百帕斯卡  | 菲律賓、臺灣、沖繩縣、華南地區、香港、澳門、越南、泰國、寮國、柬埔寨、緬甸   | >$8.19億      | 56       |        |
| 范斯高       | 7月22日－7月28日                 | 熱帶風暴     | 每小時75公里  | 990百帕斯卡  | 菲律賓、琉球群島、臺灣、華東地區                                             | 未知          | 0        |        |
| 竹節草       | 7月23日－8月3日                  | 颱風         | 每小時120公里 | 975百帕斯卡  | 菲律賓、臺灣、琉球群島、華中地區、華東地區、韓國                             | $7300萬       | 55       |        |
| 羅莎         | 7月24日－8月4日                  | 颱風         | 每小時140公里 | 965百帕斯卡  | 關島、北馬里亞納群島、小笠原群島、伊豆群島、關東地方                         | 很少          | 0        |        |
| 白鹿         | 7月31日－8月6日                  | 熱帶風暴     | 每小時65公里  | 994百帕斯卡  | 琉球群島、伊豆群島                                                           | 很少          | 0        |        |
| 無名         | 8月1日－8月2日                   | 熱帶低氣壓   | 風力不詳      | 996百帕斯卡  | 越南、華南地區                                                               | 很少          | 0        |        |
| 艾歐娜       | 8月2日（進入西北太平洋）－8月4日 | 熱帶低氣壓   | 每小時55公里  | 1008百帕斯卡 | 無                                                                           | 無            | 0        |        |
| 14W          | 8月2日－8月5日                   | 熱帶低氣壓   | 風力不詳      | 1010百帕斯卡 | 無                                                                           | 無            | 0        |        |
| 15W          | 8月5日－8月7日                   | 熱帶低氣壓   | 風力不詳      | 1006百帕斯卡 | 無                                                                           | 無            | 0        |        |
| 楊柳         | 8月6日－8月15日                  | 颱風         | 每小時150公里 | 960百帕斯卡  | 北馬里亞納群島、菲律賓、琉球群島、臺灣、華東地區、華南地區、香港、澳門、越南 | >$1430萬      | 2        |        |
| 無名         | 8月8日－8月9日                   | 熱帶低氣壓   | 風力不詳      | 1006百帕斯卡 | 菲律賓                                                                       | 很少          | 0        |        |
| 17W          | 8月17日－8月19日                 | 熱帶低氣壓   | 風力不詳      | 1000百帕斯卡 | 華南地區、越南、香港、澳門                                                   | 很少          | 0        |        |
| 18W          | 8月17日－活躍中                  | 熱帶低氣壓   | 每小時55公里  | 1008百帕斯卡 | 琉球群島、日本西部                                                           | 無            | 0        |        |
| 季節總結     |                                  |              |               |              |                                                                              |               |          |        |
| 23個熱帶氣旋 | 2月11日－活躍中                  |              | 每小時150公里 | 960百帕斯卡  |                                                                              | >$12.7億      | 168      |        |

## 外部連結
- （英文）日本氣象廳首頁 （页面存档备份，存于）
- （英文）美國聯合颱風警報中心首頁 （页面存档备份，存于）
- 大韓民國氣象廳首頁 （页面存档备份，存于）
- （繁體中文）台灣交通部中央氣象署首頁 （页面存档备份，存于）
- （简体中文）中國國家氣象中心首頁 （页面存档备份，存于）
- （简体中文）中國國家氣象中心-颱風實時路徑顯示 （页面存档备份，存于）
- （中文和英語）香港天文台首頁 （页面存档备份，存于）
- （中文、英語和葡萄牙語） ;澳門地球物理氣象局首頁 （页面存档备份，存于）
- （英文）菲律賓大氣地球物理和天文服務管理局首頁（页面存档备份，存于）
- （越南語和英語）越南中央水文氣象預報中心首頁 （页面存档备份，存于）
- （泰語和英語）泰國地球物理暨氣象部門首頁 （页面存档备份，存于）
- 熱帶氣旋衛星影像 （页面存档备份，存于）
- （日語）數位颱風—熱帶氣旋資料及圖片 （页面存档备份，存于）
（英文）數位颱風—熱帶氣旋資料及圖片 （页面存档备份，存于）
- ACE （页面存档备份，存于）
- （英文）颱風2000:數值預報預測路徑集合 （页面存档备份，存于）
- zoom earth （页面存档备份，存于）